# Jacques Borel
Jacques Borel fue un escritor, ensayista, poeta y dramaturgo francés que nació el 17 de diciembre de 1925 en París y murió el 25 de septiembre de 2002 en Villejuif. Ganó el premio Goncourt en 1965 por la novela L’adoration (La adoración).

## Biografía
Su padre murió cuando apenas tenía unos meses. Creció bajo los cuidados de su abuela paterna y no se reencontró con su madre, que trabajaba en un hotel de citas, hasta la edad de diez años. En 1958, ella entra en un hospital psiquiátrico de Lannemez. Estudió en el instituto Henri IV y a continuación en La Sorbona.
Jacques Odilon Charles Borel fue profesor de inglés, traductor de James Joyce y editor de las obras completas de Verlaine en La Pléiade. El premio Goncourt le sacó del anonimato en que vivía dando clases de literatura. Sus novelas abordan la cuestión de la memoria, casi siempre en tono autobiográfico. 
En 1994 recibió el Gran Premio de la Société des gens de lettres de France por el conjunto de su obra. Murió con 76 años.

## Obra
- L'Adoration, Gallimard, 1965 (premio Goncourt). En castellano, La adoración, en la obra Premios Goncourt de novela, Plaza y Janés, 1965 y 1972
- Tata ou De l'Education, Gallimard, 1967
- Le Retour, Gallimard, 1970
- Marcel Proust, Seghers, 1972
- La Dépossession - Journal de Ligenère, Gallimard, 1973
- Commentaires, Gallimard, 1974
- Un voyage ordinaire, La Table Ronde, 1975 - nouvelle édition Le Temps qu'il fait, 1993
- Poésie et nostalgie, Berger-Levrault, 1975
- Histoire de mes vieux habits, Balland, 1979
- Petite histoire de mes rêves, Luneau-Ascot, 1981
- L'Enfant voyeur, Ulysse Fin de Siècle, 1987
- L'Attente. La Clôture. Récits, Gallimard, 1987
- Sur les murs du temps (poèmes), Le Temps qu'il fait, 1989
- Commémorations, Le Temps qu'il fait, 1990
- Le Déferlement, Gallimard, 1993
- Journal de la mémoire, Champ Vallon, 1994
- Propos sur l’autobiographie, Champ Vallon, 1994
- L'Aveu différé, Gallimard, 1997
- L'Effacement, Gallimard, 1998 - Prix des Charmettes/Jean-Jacques Rousseau
- Sur les poètes, Champ Vallon, 1998
- La Mort de Maximilien Lepage, acteur, Gallimard, 2001
- Ombres et dieux, L'Escampette, 2001
- Rue de l'exil, éditions Virgile, 2002

## Traducciones
- James Joyce, Le chat et le diable, Gallimard, 1966.
- James Joyce, Poèmes, Gallimard, 1967, repris dans Joyce, Œuvres complètes, tome I, Bibliothèque de la Pléiade, Gallimard, 1982.

## Ediciones críticas
- Verlaine, Œuvres complètes, Club du Meilleur Livre, 1958-1959.
- Verlaine, Œuvres poétiques complètes, Bibliothèque de la Pléiade, Gallimard, 1962.
- Verlaine, Œuvres en prose complètes, Bibliothèque de la Pléiade, 1972.

## Estudios
- Revista Théodore Balmoral, n°44, dossier preparado por François-Marie Deyrolle, con las contribuciones de Pierre Bergounioux, Claude Borel, Denis Borel, Lionel Bourg, Yves Charnet, Gilberte Lambrichs, Benoît Peeters, Jean Roudaut.
- Actas del coloquio Jacques Borel, bajo la dirección de Michel Braud, Minard Lettres modernes, 2000.
- Catherine Lépront, Un hommage à Jacques Borel [1994], inventaire/invention.
- Pierre Wolfcarius, "La renversante phrase de Jacques Borel", en ecrits-vains.com.